# Pétardage
Ce mot, dérivé du verbe pétarder, désigne l'utilisation d'explosif (le « pétard ») pour briser de la roche, ou détruire par explosion des objets.

## Vocabulaire
On emploie parfois le terme pétardement. (En anglais : blasting ou rock blasting pour les carriers).

Origine du mot : « Pour le fonçage d'un puits rond […] on commence par creuser, avec une couronne de pétards […] un fossé circulaire. ».

## Dans le contexte du génie civil ou des travaux publics
Le pétardage est une technique qui consiste à briser la roche par de petites charges d'explosif, y compris et par exemple pour creuser des galeries (éventuellement sous l'eau).
C'est une technique très souvent utilisée pour faire passer des routes en tranchées dans la roche, pour la construction de barrages ou pour produire de grands blocs de roches dures pour construire de grandes digues.  
L'usage d'explosif pour les mines date des années 1627, quand la poudre à canon a pour la première fois été utilisée pour construire en la ville de Banská Štiavnica (aujourd'hui slovaque, mais à l'époque, hongroise). Cette innovation a rapidement conquis l'Europe, puis l'Amérique et les autres continents.
Chiffres : En 1990, 2,1 millions de tonnes d'explosifs commerciaux ont été utilisés rien qu'aux États-Unis, soit environ 3,5 à 4 milliards de dollars (en 1993) pour le pétardage en génie civil. C'est aujourd'hui l'Australie qui dans ses immenses carrières à ciel ouvert consomme le plus d'explosifs au monde, avec environ 5 millions t/an t/an, devant les régions scandinaves.
On emploiera ce mot pour désigner tout travail de destruction contrôlée (à l'explosif, et par charges mesurées), par exemple pour détruire des immeubles.

## Dans le contexte de la spéléologie et de la montagne
L'utilisation d'explosifs dans la spéléologie est indispensable pour la désobstruction ou l'élargissement de passages, mais ne se fait que par micro-charges, le plus souvent juste avec du cordeau détonant placé dans des perforations délimitées, car il est essentiel de ne pas provoquer d'effondrements. Le maniement des explosifs est l'exclusivité d'équipiers déclarés et spécialement formés, ils sont en rapport avec les autorités pour la gestion des stocks de matières explosibles.
Au-delà des opérations de génie civil pour l'aménagement de la montagne, la sécurité des stations a recours au pétardage, en particulier pour le déclenchement prématuré d'avalanches.

## Galerie d'images

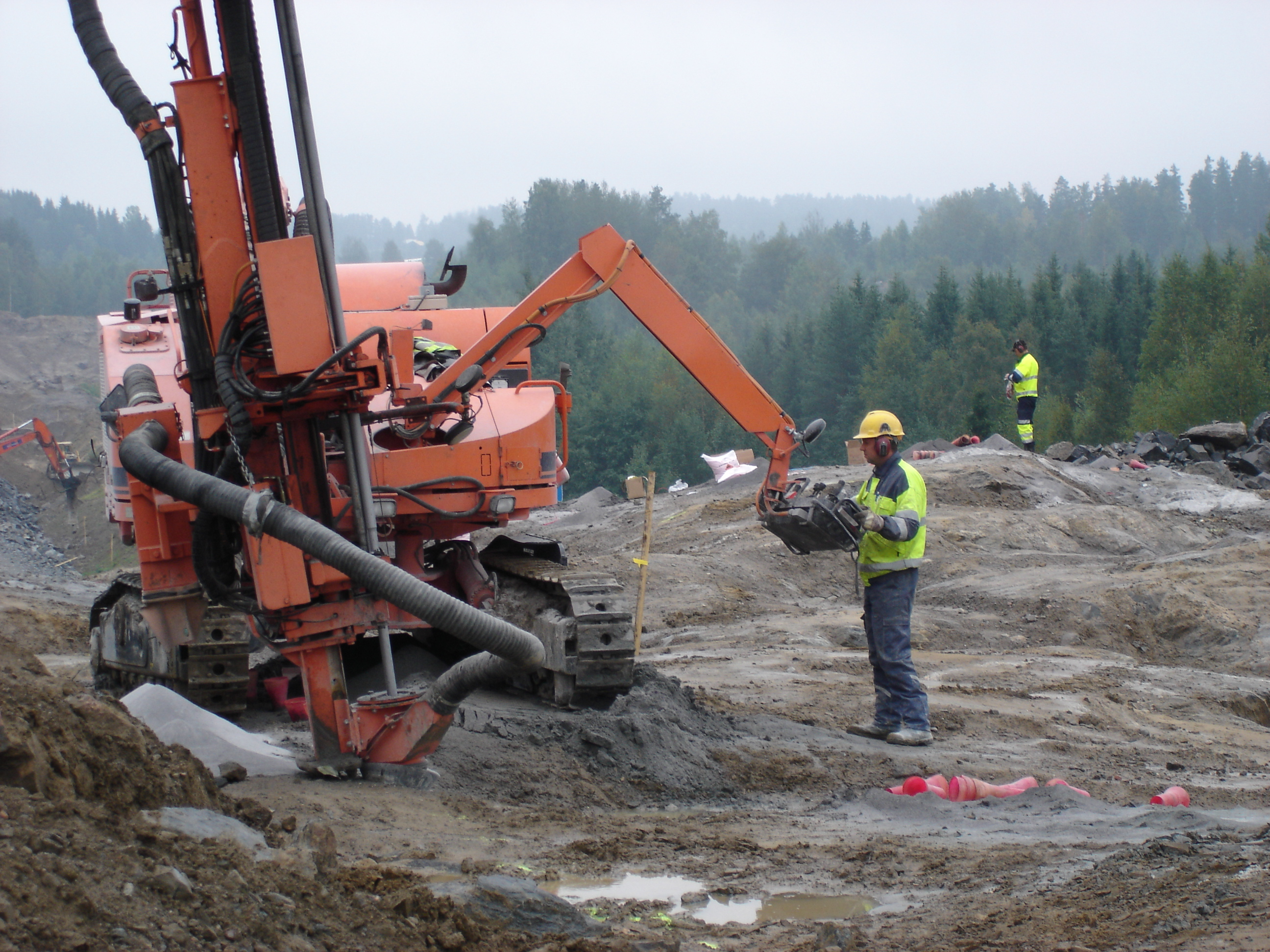
Foreuse (Tamrock Scout 700) pour pose d'explosif
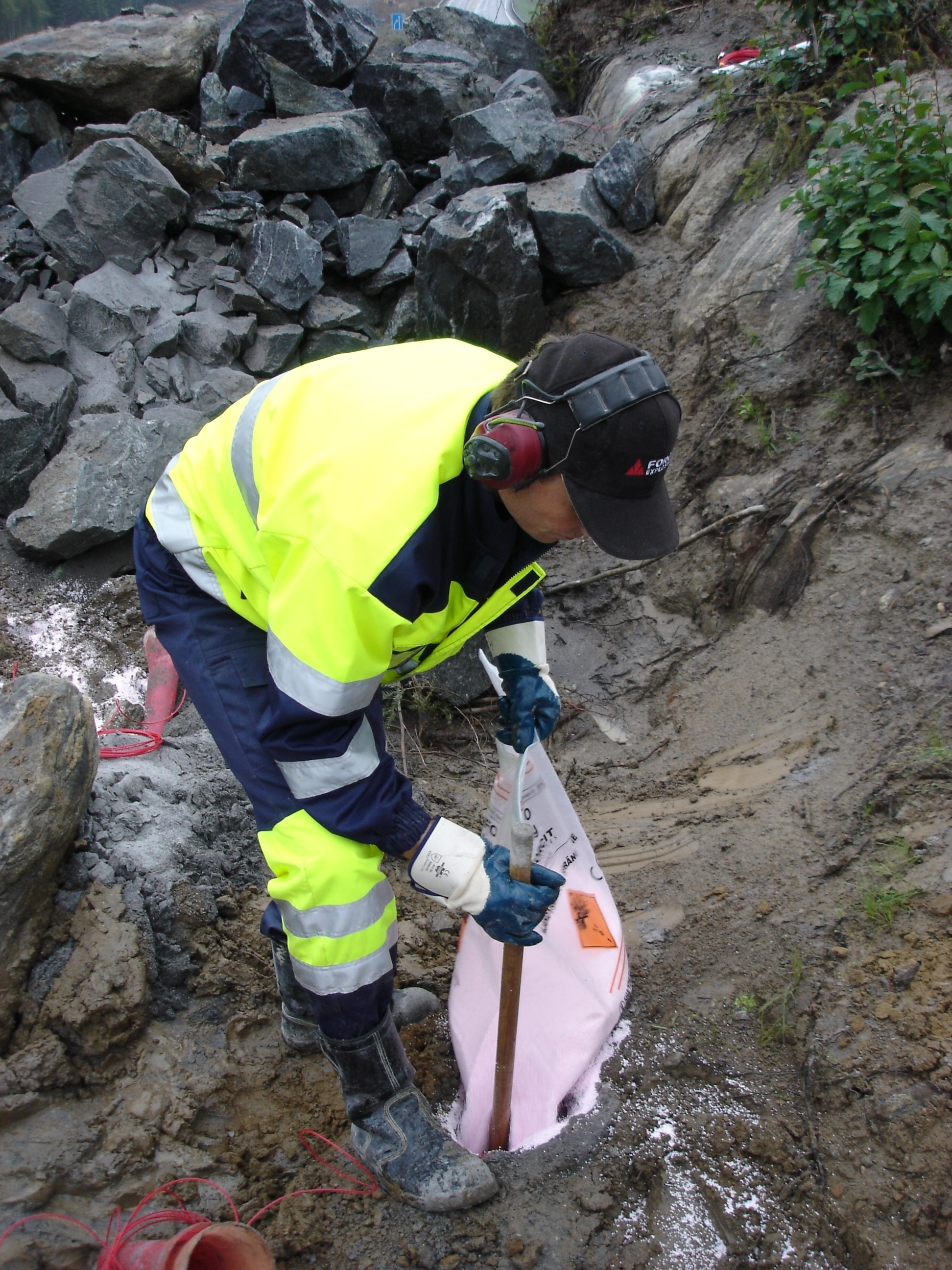
Pose d'une charge d'ANFO
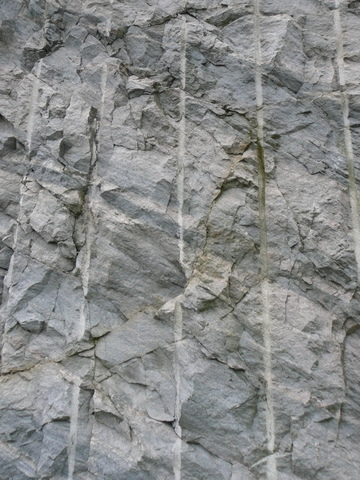
Surface d'une fracture de roche par pétardage

## Dans le contexte militaire

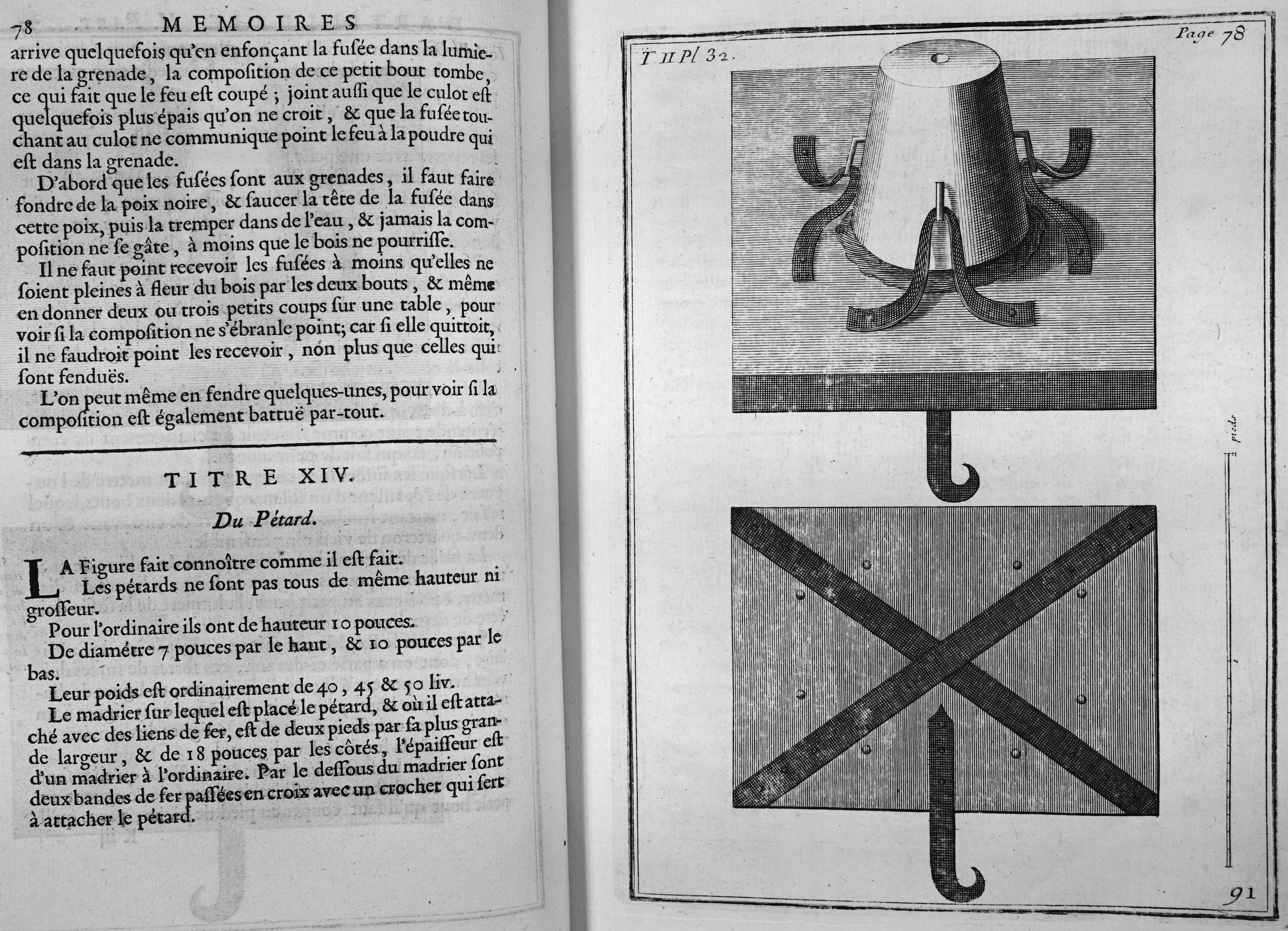
Pétard du XVIIe siècle.

Ce mot spécialisé a souvent été employé pour la guerre des mines, souterraine, durant la Première Guerre mondiale pour distinguer ces tirs de mines restreints qui servaient à l'avancement des galeries et rameaux, sans provoquer d'effondrement général prématuré. 

Le mot Pétardage (ou parfois Pétardement) était aussi employé pour la destruction par sonde des travaux ennemis, en concurrence avec le terme camouflet ou pour la destruction d'obus ou d'autres munitions non-explosés (sur terre, sur l'estran ou en profondeur sous l'eau).
Depuis les années 1990, on tend à essayer de minimiser les impacts environnementaux collatéraux des conflits armés.  L'ONU invite tous les États à clarifier de ce point de vue leur législation environnementale pour mieux protéger les ressources naturelles d'un pays en temps de guerre.

## Dans le contexte de lasécurité civile
Le pétardage est l'opération pyrotechnique consistant à détruire des munitions désuètes ou trop anciennes pour être conservées ou démantelées pour en récupérer les métaux. 
Il s'agit souvent de munitions non explosées devenues dangereuses, ou de munitions trouvées par hasard (lors du labour d'un champ, en forêt, lors de travaux de terrassement ou fondation, ou dans le chalut d'un bateau de pêche).
Après la Première Guerre mondiale, lors de la reconstruction, l'opération se faisait initialement sur terre (généralement dans un trou (ancien trou d'obus éventuellement), et/ou dans une zone très isolée s'il s'agissait d'armes chimiques). Quand les conditions le permettent, le pétardage s'est fait sur des champs ou zones de tir d'exercices, voire dans des mines désaffectées. Dans le nord de la France, pour les armes chimiques, le pétardage était pratiqué dans un estuaire. Cette dernière méthode est désormais interdite par les conventions internationales (La convention de Londres en particulier interdit qu'on se débarrasse de déchets en mer) ou les lois locales ou nationales. 
L'objet du pétardage : Il s'agit généralement d'obus non explosés trouvés dans les champs ou en forêt et rassemblés par les démineurs. 

Les munitions chimiques sont généralement mélangées avec des munitions conventionnelles pour être détruites le plus complètement possible et avec plus de certitude. 
Inconvénients : Le pétardage ne permet pas la récupération ni le traitement de composants toxiques comme le mercure des amorces, le plomb ou l'arsenic, que contiennent en grande quantité certaines munitions, ni la récupération des métaux.

## Autres usages du mot
On parle parfois de pétardage de cadavres de grands cétacés (baleine, cachalot) qu'on veut détruire par explosifs afin que la mer ne les rapporte pas sur le littoral. Deux autres possibilités sont l'équarrissage, ou de lester l'animal pour le faire couler à grande profondeur, où il servira de nourriture à d'autres espèces des fonds marins.